# لوکاس ولی
لوکاس ولی (به انگلیسی: Lucas Valley) یک منطقهٔ مسکونی در ایالات متحده آمریکا است که در کالیفرنیا واقع شده‌است. لوکاس ولی ۳۳ متر بالاتر از سطح دریا واقع شده‌است.